# Huset Brabant

Hessens historiska vapen

Huset Brabant (de så kallade Reginare) är den dynasti med kända anor från 900-talet, från vilken Huset Hessen (Hessiska ätten) ursprungligen härstammar på fädernet. Brabant har förblivit det formella namnet på den hessiska fursteätten, inklusive morganatiska grenar som Battenberg, senare namnändrad i Storbritannien till Mountbatten.
Ättens huvudman idag (2014) är lantgreven prins Donatus av Hessen, född 1967.

## Huset Brabant i Sverige
Från huset Brabant har Sverige haft en monark och en drottninggemål:
- Fredrik, kung 1720–1751, kallad Fredrik I ;
- Louise, gemål till kung Gustaf VI Adolf 1950–1965.